# Pyramid Peak, Antarktis
Pyramid Peak är en bergstopp i Antarktis. Den ligger i Östantarktis. Nya Zeeland gör anspråk på området. Toppen på Pyramid Peak är 2 590 meter över havet, eller 336 meter över den omgivande terrängen. Bredden vid basen är 16,9 km.
Terrängen runt Pyramid Peak är platt västerut, men österut är den kuperad. Trakten är obefolkad. Det finns inga samhällen i närheten. 